# Wim De Deyne
Wim De Deyne (Brugge, 12 december 1977) is een voormalig Belgische shorttracker en was sporadisch ook actief op de langebaan, waar hij een tijd lang Belgisch recordhouder was op de 500 meter met een tijd van 36.62 seconden. 

## Biografie
De Deyne begon zijn internationale shorttrackloopbaan in 1995 in het Brugse BSC, wat staat voor Boudewijnpark Snelschaatsclub. In datzelfde jaar werd hij 9e in het algemeen klassement bij de WK junioren. De overstap naar de senioren viel hem zwaar en jarenlang deed hij niet van zich spreken. In 2001 echter deed hij mee aan het kwalificatietoernooi voor de Olympische Winterspelen 2002 in Salt Lake City. Hij wist zich op de 500 meter en op de 1000 meter te kwalificeren. Ook mocht hij meedoen met de Belgische aflossingsploeg op de 5000 meter.
Tijdens de Spelen van Salt Lake City reikte hij tot de halve finales op de 500 meter waarin hij vierde werd en zich niet kwalificeerde voor de finale. Op de 1000 meter kwam hij tot de kwartfinale, terwijl het estafetteteam in de voorronde werd uitgeschakeld.
Tijdens het EK shorttrack 2003 in Sint-Petersburg eindigde hij op de 500 meter als vierde en op de 3000 meter als zevende. Dit leverde hem een achtste plek op in het algemeen klassement. Zijn eerste medaille behaalde hij met de aflossingsploeg tijdens de Alta Valtellina Trophy in 2003 in Bormio. Het Belgische team werd daar tweede.
De Deyne leverde een degelijke prestatie tijdens het EK shorttrack 2004 in Zoetermeer waar hij met een 11e, een 16e, een 21e en een 5e plaats met de aflossingsploeg toch vierde werd in het algemeen klassement. Daarna was het lange tijd stil rond Wim De Deyne, totdat hij meedeed aan de wereldbekerwedstrijden in 2005 in Den Haag. Hij wist zich aldaar voor de 500 meter en de 1000 meter te kwalificeren voor de Olympische Winterspelen 2006 in Turijn. In januari 2006 tijdens de EK Shorttrack 2006 in Krynica Zdrój werd hij achtste op de 1000 meter.
Op de Olympische Spelen werd hij op de 1000 meter in de voorronde gediskwalificeerd. Op de 500 meter moest hij het in de kwartfinales opnemen tegen Apolo Anton Ohno en François-Louis Tremblay, twee kanshebbers op eremetaal. Wim slaagde er niet in om hun voorbij te gaan. Deze twee mannen haalden later de gouden en zilveren medaille binnen. Ook op de 1500 meter strandde De Deyne in de voorronde.
Het hoogtepunt van zijn carrière was zijn gouden medaille op het EK Shorttrack 2009 op de Olympische baan in Turijn. De Deyne was van plan te stoppen na de Olympische Winterspelen 2010 in Vancouver maar een zware beenbreuk bij wereldbekerwedstrijden in Seoel maakte in september 2009 reeds een einde aan zijn loopbaan. Hierna werd hij assistent-coach van de Nationale trainingselectie shorttrack waar hij verantwoordelijk is voor het materiaal.

## Persoonlijke records
| Afstand    | Tijd    | Datum            | Baan    |
| ---------- | ------- | ---------------- | ------- |
| 500 meter  | 36,62*  | 8 augustus 2009  | Calgary |
| 1000 meter | 1.11,77 | 8 augustus 2009  | Calgary |
| 1500 meter | 1.53,58 | 10 augustus 2007 | Calgary |

* = nationaal record